# Tompaládony
Tompaládony es un pueblo ubicado en el distrito de Sárvár, en el condado de Vas, Hungría.

## Superficie
Posee una superficie de 9,440 kilómetros cuadrados.

## Demografía
Hasta 2019 la población era de 291 habitantes, con una densidad de población de 30,83 habitantes por kilómetro cuadrado.